# 托马斯·贝特霍尔德
托马斯·贝特霍尔德（德語：Thomas Berthold，1964年11月12日—），德国男子足球运动员。他曾代表西德、德国参加1986年、1990年和1994年国际足联世界杯，其中1990年世界杯获得冠军，1986年世界杯获得亚军。